# Илия Такев
Илия Такев е български революционер, деец на Вътрешната македоно-одринска революционна организация.

## Биография
Илия Такев е роден в Свищов. Влиза във ВМОРО. В 1905 година е кривопаланечки войвода на Организацията.